# Peter Schroth
Peter Schroth (* 31. Dezember 1940 in Dresden) ist ein deutscher Schauspieler, Regisseur und Dozent für Schauspiel und Regie.

## Familie
Peter Schroth entstammt einer Theaterfamilie, deren Wurzeln bis ins 19. Jahrhundert reichen und dessen Urgroßeltern ein Theaterunternehmen führten. Schroth ist der Sohn der Schauspielerin Lotte Meyer und Bruder des Regisseurs Christoph Schroth. Peter Schroth ist verheiratet mit der Schauspielerin Karin Schroth und hat zwei Kinder, die Regisseurin Katka Schroth und den Autor Krischan Moritz Schroth.

## Leben und Wirken

### Ausbildung und künstlerischer Werdegang
Er schloss sein Studium 1961 an der Theaterhochschule Leipzig mit Diplom ab und war anschließend zehn Jahre als Schauspieler in Altenburg, Weimar, Brandenburg, Karl-Marx-Stadt und Halle tätig – u. a. als Puck in Ein Sommernachtstraum, Ferdinand in Kabale und Liebe, Carlos in Don Carlos, Franz Moor in Die Räuber sowie Mephistopheles in Faust I.
Seit 1971 arbeitet er als Regisseur und hat seither ca. 100 Inszenierungen geschaffen. Er war Regiehospitant u. a. bei Horst Schönemann, Manfred Wekwerth, Juri Ljubimow und Heiner Müller. Besonders prägend war für ihn die Auseinandersetzung mit den Werken von Stanislawski, Gortschakow, Meyerhold sowie Bertolt Brecht.
1973 bis 1976 war er stellvertretender Intendant und Oberspielleiter am Theater der Bergarbeiter Senftenberg.
Nach einer Regieaspirantur an der Direktion für Theater und Orchester Berlin war er von 1978 bis 1983 Dramaturg und Regisseur am „Theater im Palast“ (TiP) in Berlin. Er arbeitete mehrere Jahre mit Peter Kleinert (Regiemitarbeit: Dramaturgie/Organisation), dem Bühnen-/Kostümbildner Lothar Scharsich sowie dem Komponisten Christoph Theusner zusammen.
Von 1983 bis 1987 war Schroth Schauspieldirektor am Deutschen Nationaltheater Weimar (DNT). Unter seiner Direktion vollzogen sich in der Arbeit des Schauspiels am DNT ein Bruch und ein Neubeginn. Das zeigte sich in einer Spaltung des Publikums und in heftigen Auseinandersetzungen u. a. bei den internationalen Shakespeare-Tagen und den Goethe- und Schiller-Tagen. „Eine hochinspirierte Etappe des Weimarer Theaters mit Aufführungen von künstlerisch kritischer Kraft...“, beschrieb Volker Braun diese Jahre.
Gastspiele und Tourneen führten ihn mit der Brecht-Collage Auf den zauberischen Karussellen, Der gute Mensch von Sezuan, Die Räuber und Wie es euch gefällt u. a. nach Österreich, Berlin-West, Paris, Moskau, Stuttgart, Utrecht, Ulm, Dartington und ans Mozarteum Salzburg.
Von 1992 bis 1997 arbeitete er zunächst als Berater des Intendanten, dann als Chefregisseur am carrousel Theater an der Parkaue Berlin. Schroth entwickelte u. a. das Spektakelprinzip Die schwarzen Nächte.
Von 1997 bis 2001 war Schroth Schauspieldirektor am Badischen Staatstheater Karlsruhe.
Seit 2001 ist er freischaffender Regisseur.
Schroth rief 2010 die Schöller-Festspiele – Das Prignitz-Ruppiner Komödienfestival in Kampehl ins Leben. Das Festival ist ein Kooperationsprojekt mit dem Staatstheater Cottbus, der Neuen Bühne Senftenberg sowie den Neustädter Gestüten und wird vom Ministerium für WFK des Landes Brandenburg unterstützt.

### Lehrtätigkeit
Ab 1971 arbeitete Schroth als Lehrbeauftragter an der Theaterhochschule Hans Otto in Leipzig sowie ab 1977 an der Hochschule für Schauspielkunst „Ernst Busch“ Berlin, an die er auch als Professor für Regie berufen wurde. Dort schuf er eine Reihe von Studioinszenierungen, in denen er u. a. mit Corinna Harfouch, Thomas Rühmann, Reiner Heise, Axel Wandtke, Sewan Latchinian, Claudia Michelsen, Oliver Breite, Cornelia Schirmer und Bettina Engelhardt zusammenarbeitete.
Von 1987 bis 1992 war Schroth an der Hochschule für Schauspielkunst Berlin Leiter des Bereichs Regieinstitut und Direktor des Studiotheaters bat. In der Wendezeit wurde das bat auch zum Ort politisch-ästhetischer Auseinandersetzungen. Außerdem leitete Schroth zahlreiche Workshops u. a. am  Theater Campolide in Lissabon, der Hochschule der Künste Berlin und beim Forum Junger Bühnenangehöriger.

## Auszeichnungen (Auswahl)
- Erich-Weinert-Medaille
- Artur-Becker-Medaille
- Ernst-Zinna-Preis
- Kritikerpreise der Berliner Zeitung für Studioinszenierungen

## Inszenierungen (Auswahl)
- 1972: Jerzy Stawinski, Fassung: Schroth/Kleinert, Fehldiagnose (LT Halle) – Uraufführung
- 1973: Molière, Amphitryon (Theater der Bergarbeiter Senftenberg)
- 1974: Jewgeni Gabrilowitsch/Salomen Rosen, Die zweite Hochzeit (Senftenberg) – DDR-Erstaufführung
- 1974: Spielkiste 1: Aus der Arbeit des Schauspielers (Senftenberg) – Übertragung im Fernsehen der DDR
- 1976: Alfred Matusche, Kap der Unruhe (Senftenberg)
- 1977: Nikolai Gogol, Der Revisor (Staatstheater Schwerin)
- 1978: Auf den zauberischen Karussellen, Brecht Collage, Studio-Inszenierung der Staatlichen Schauspielschule Berlin (Studiotheater bat)[13]
- 1978: Carl Sternheim, Bürger Schippel (Staatstheater Dresden)
- 1979: Helmut Baierl, Rückspiele (TiP) – Uraufführung
- 1980: Georg Büchner, Woyzeck (TiP)[13]
- 1980: Szenen aus Brecht, Die Mutter (Teatro de Campolide, Lissabon)
- 1980: Dieter Noll/Gabriele Bigott, Kippenberg (TiP) – Uraufführung
- 1981: William Shakespeare, Romeo und Julia (TiP)[13]
- 1981: Bertolt Brecht, Die Ausnahme und die Regel (Lissabon)
- 1983: Dario Fo, Die Frau zum Wegwerfen (bat) – DDR-Erstaufführung[14]
- 1983: Friedrich Schiller, Don Carlos (Deutsches Nationaltheater Weimar – DNT)
- 1983: Heinar Kipphardt, Bruder Eichmann (DNT)
- 1984: William Shakespeare, Maß für Maß (DNT)
- 1985: Anton Tschechow, Drei Schwestern/Boris Wassiljew, Im Morgengrauen ist es noch still (DNT)
- 1985: Heiner Müller, Philoktet (bat)[15]
- 1986: William Shakespeare, Was ihr wollt(DNT)
- 1987: Volker Braun, Siegfried Frauenprotokolle Deutscher Furor (DNT) – Uraufführung[16]
- 1987: William Shakespeare, Hamlet (DNT)
- 1988: Bertolt Brecht, Der gute Mensch von Sezuan (bat)
- 1988: Edward Bond, Gerettet (bat)
- 1989: Thomas Bernhard, Der Theatermacher (Deutsches Theater Berlin)[17]
- 1989: Sophokles, Antigone (Schauspiel Köln)
- 1990: Friedrich Schiller, Die Räuber (bat)
- 1990: Bertolt Brecht, Die Dreigroschenoper (Theaterhaus Stuttgart)
- 1991: George Tabori, Peepshow (bat)
- 1991: Georg Büchner, Leonce und Lena (Theater der Freundschaft Berlin)[18]
- 1992: William Shakespeare, Wie es euch gefällt (bat), Gastspiel in Stuttgart
- 1992: Horst Hawemann, Immer schön tiger (carrousel Theater an der Parkaue, Berlin) – Uraufführung
- 1992: George Tabori, Jubiläum (carrousel Theater)
- 1992: Der Sozialismus geht und Johny Walker kommt – ein Brecht-Braun-Abend (carrousel Theater)[19]
- 1993: Brüder Grimm: Rotkäppchen (carrousel Theater an der Parkaue Berlin)
- 1994: George Tabori, Mutters Courage (carrousel Theater)
- 1994: George Tabori, Kannibalen (carrousel Theater)[20]
- 1994: Antoine de Saint-Exupéry, Der kleine Prinz (carrousel Theater)
- 1996: Bertolt Brecht: Schwejk im Zweiten Weltkrieg (Pfalztheater Kaiserslautern)
- 1996: Johann Wolfgang von Goethe, Urfaust (carrousel Theater)
- 1997: GeorgeTabori, Ballade vom Wiener Schnitzel (Staatstheater Karlsruhe)
- 1998: Bertolt Brecht, Trommeln in der Nacht (Karlsruhe)
- 1998: William Shakespeare, Hamlet (Karlsruhe)
- 1998: Dea Loher, Adam Geist (Karlsruhe)
- 1999: William Shakespeare, Komödie der Irrungen (Karlsruhe)
- 1999: Anton Tschechow, Der Kirschgarten (Karlsruhe)
- 2004: Urs Widmer, Top Dogs (SH-Landestheater)
- 2003: Yasmina Reza, Kunst (Staatstheater Cottbus)
- 2003: Heiner Müller, Weiberkomödie (Cottbus)
- 2004: Heinrich von Kleist, Der zerbrochene Krug (Neue Bühne Senftenberg)
- 2006: Edward Albee, Die Ziege oder Wer ist Sylvia (Senftenberg)
- 2006: Carl Laufs/Wilhelm Jacoby, Pension Schöller (Cottbus)[21]
- 2009: Christian Dietrich Grabbe, Napoleon oder die hundert Tage (Senftenberg)[22]
- 2009: David Pharao, Der Gast (Schleswig-Holsteinisches Landestheater)[23]